# Oliver Klemet
Oliver Klemet, född 18 mars 2002, är en tysk simmare som tävlar i öppet vatten-simning.

## Karriär
I juni 2022 vid VM i Budapest var Klemet en del av Tysklands lag tillsammans med Lea Boy, Leonie Beck och Florian Wellbrock som tog guld i den mixade lagtävlingen i öppet vatten. I juli 2023 vid VM i Fukuoka tog han brons i 10 kilometer öppet vatten.